# Erling Jepsen

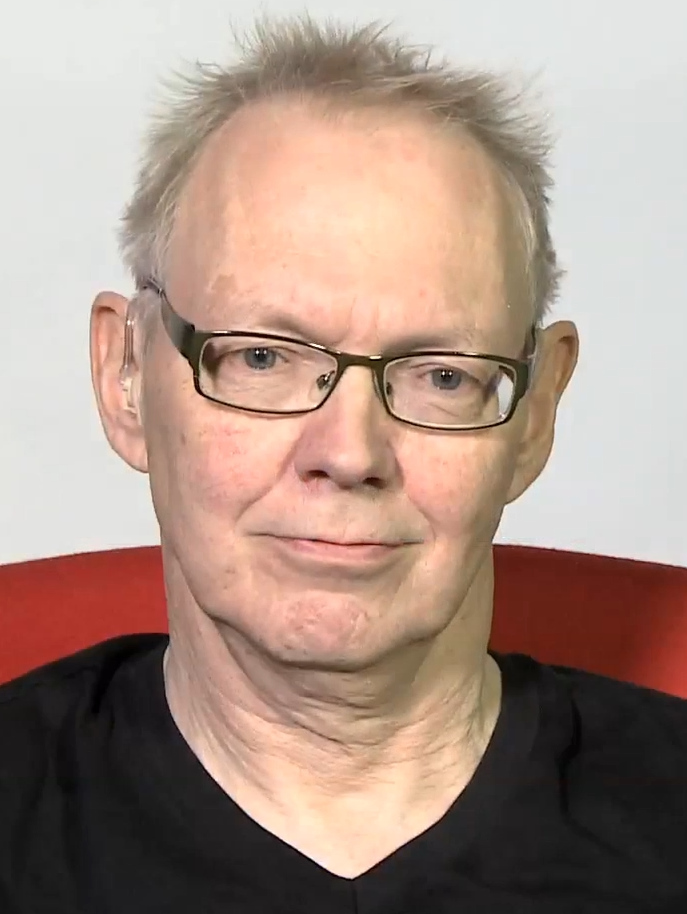
Erling Jepsen (2016)

Erling Jepsen (Gram,  atual região da  Dinamarca do Sul, Dinamarca, 14 de maio de 1956-) é um romancista e dramaturgo dinamarquês . O seu romance Frygtelig lykkelig (em português "Terrivelmente feliz") foi adaptado em 2008 a um filme thriller, com o mesmo título  "Frygtelig lykkelig" (selecionado como representante da Dinamarca à edição do Oscar 2009, organizada pela Academia de Artes e Ciências Cinematográficas.), e o seu romance autobiográfico  Kunsten at Græde i Kor (traduzido em português  como "A arte de chorar em coro" e publicado em Portugal em 2016 pela Editora Cavalo de Ferro)" foi adaptado ao cinema  em 2006, através do filme com o título homónimo Kunsten at græde i kor. Esse filme foi selecionado como representante da Dinamarca à edição do Oscar 2007, organizada pela Academia de Artes e Ciências Cinematográficas.

## Obras
- 1992: Elskende i et fodgængerfelt (peça de teatro)
- 1993: En farlig mand (peça de teatro)
- 1993: Med dame på og hele lortet (peça de teatro)
- 1993: Næste år bliver øllet bedre (peça de teatro)
- 1995: Når bare det kommer fra hjertet (peça de teatro)
- 1998: Muhammad Ali svigter aldrig (peça de teatro)
- 1999: Ingen grund til overdramatisering
- 1999: Snefnugget og øjeæblet (peça de teatro)
- 2000: Manden som bad om lov til at være her på jorden (peça de teatro)
- 2001: Dansemus (gendigtet) (satyrspil)
- 2001: Kuren (peça de teatro)
- 2002: Kunsten at græde i kor , romance autobiográfico, traduzido e publicado para português de Portugal, pela Editora Cavalo de Ferro, em 2016, com o título "A arte de chorar em coro"[4]
- 2003: Anna og tyngdeloven (peça de teatro)
- 2004: Frygtelig lykkelig
- 2004: Manden fra Estland (peça de teatro)
- 2005: Reisekammeraten (romance) i "Reisekammeraten og andre H.C. Andersen-historier i nye klæder"
- 2006: Fire spil (peça de teatro)
- 2006: Med venlig deltagelse
- 2008: Alting begynder i Gram
- 2009: Biroller (romance)
- 2011: Hovedløs sommer (romance)
- 2013: Den sønderjyske farm (romance)
- 2016: Gramhavet - Familiehemmeligheder I (romance)

Jepsen foi premiado em 2004 com a Medalha Holberg pelos seus contributos para o teatro dinamarquês.